# Margaretta Riley
Margaretta Riley, född Hopper 4 maj 1804, död 16 juli 1899, var en brittisk botaniker. Hon var Englands första pteridologist av sitt kön. 
Hon var född i Nottingham och kom från en välbärgad familj. Hon gifte sig vid tjugoett års ålder med John Riley, förvaltare för familjen Montague i Papplewick nära Mansfield, där hon var bosatt hela sitt liv. Hon hade inga barn. 
Paret ägnade sig båda åt botaniska studier: maken valdes in i Bothanical Society of London 1838, och själv tros hon ha blivit medlem året därpå. Hon författade studien "On the British Genus Cystea", som 1839 lästes upp i akademien, och presenterade tillsammans med maken en monografi över studier av olika typer av plantor odlade sida vid sida. Paret fokuserade på studier av Ormbunksväxter. Hon avslutade sina vetenskapliga studier efter makens död 1846. 

## Utmärkelser
Nedslagskratern Riley på planeten Venus är uppkallad efter henne.

## Verk
- On growing ferns from seed, with suggestions upon their cultivations and preparing the speciments (1839)
- Polypodium Dryopteris and calcareum (1841)